# Kander (rivière)
Pour les articles homonymes, voir Kander.
La Kander est une rivière suisse de l'Oberland bernois.

## Hydrologie
C'est le Kanderfirn, un glacier du massif de Blümlisalp, situé à 2 300 m d'altitude, qui donne naissance à la Kander. Elle coule dans le Gasterntal, puis parvient dans la vallée du Kander (Kandertal) et passe par Kandersteg et Frutigen. En aval de Frutigen, où elle est rejointe par l'Engstlige, la vallée prend le nom de Frutigtal. Vers Wimmis, le fleuve reçoit les eaux de la Simme.
La Kander se jette dans le lac de Thoune, à 559 m d'altitude, entre Gwatt (commune de Thoune) et Einigen (commune de Spiez).

### Affluents
- de la rive gauche
  - Engstlige
  - Simme
  - Glütschbach
- de la rive droite
  - Öschibach
  - Chiene
  - Suld

## Histoire
Jusqu'au XVIIIe siècle, la Kander se jetait dans l'Aar à environ 2,5 km en aval de Thoune. L'Aar est la rivière émissaire du lac de Thoune. Le cours de la Kander a été dévié en 1714, elle se jette depuis dans le lac de Thoune. Ces travaux sont connus sous le nom de déviation de la Kander.
La Kander charrie de nombreux débris et alluvions, descendant sous la forme d'un torrent depuis les Alpes elle rejoint les environs du lac de Thoune avec des pentes très prononcées. 
Auparavant, la Kander s'approchait du lac de Thoune par le sud-ouest, pour ensuite le longer et s'en approcher à environ 600 mètres près de Strättlingen pour s'en éloigner et former un grand arc de cercle avant de rejoindre l'Aar, en aval de Thoune. À cet endroit, l'Aar était marqué par la confluence de deux rivières, la Kander sur la rive gauche et la Zulg sur la rive droite. Cette zone de double confluence et la Kander chargée en matériaux lors des périodes de forts débits provoquait des inondations dans toute la zone relativement plate au nord-ouest du lac entre Thoune et la Kander.

## Accident
Le 12 juin 2008, 10 officiers de la sûreté aérienne entreprennent de descendre la rivière en canots. Près de Wimmis, les embarcations se retournent. Bilan : 4 morts, 5 blessés et un porté disparu. Les professionnels sont atterrés devant cet accident, la rivière étant jugée impraticable par le TCS et les professionnels,,.

## Étymologie
Le nom Kander vient du celtique kandara qui signifie blanc ou brillant.[réf. nécessaire]